# 沙泰勒圣日耳曼
沙泰勒圣日耳曼（法語：Châtel-Saint-Germain，法語發音：[ʃatɛl sɛ̃ ʒɛʁmɛ̃]）是法国摩泽尔省的一个市镇，位于该省西部，属于梅斯区。

## 地理
沙泰勒圣日耳曼（49°7'25"N, 6°4'46"E）面积12.88 平方千米，位于法国大東部大區摩泽尔省，该省份为法国东北部内陆省份，是洛林的一部分，西南接默尔特-摩泽尔省，东临下莱茵省，北与卢森堡和德国接壤。
与沙泰勒圣日耳曼接壤的市镇（或旧市镇、城区）包括：阿芒维莱、莱西、洛里莱梅斯、穆兰莱梅斯、罗泽里约勒、圣吕菲娜、锡-沙泽勒、韦尔内维尔。

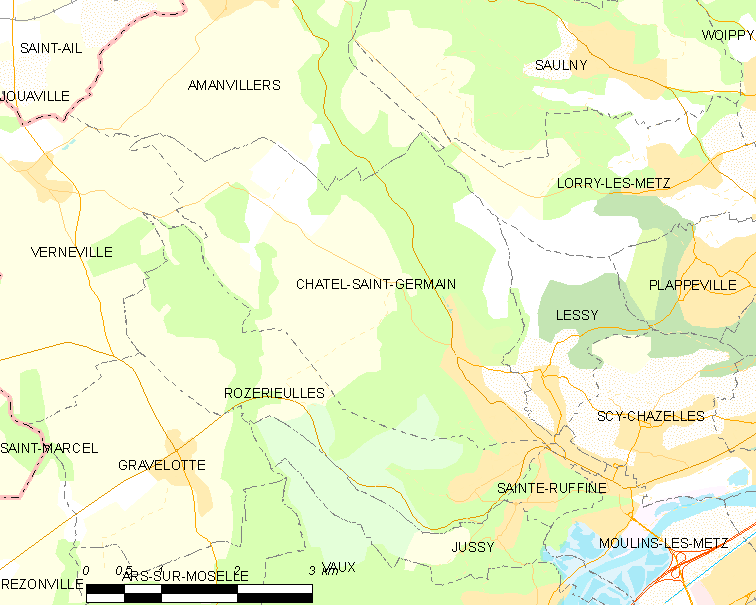
沙泰勒圣日耳曼的OSM定位图

沙泰勒圣日耳曼的时区为UTC+01:00、UTC+02:00（夏令时）。

## 行政
沙泰勒圣日耳曼的邮政编码为57160，INSEE市镇编码为57134。

## 政治
沙泰勒圣日耳曼所属的省级选区为摩泽尔山坡县。

## 人口

1962-2008年间沙泰勒圣日耳曼人口变化图示

沙泰勒圣日耳曼于2022年1月1日时的人口数量为1869人。